# CAC Holdings
株式会社CAC Holdingsは、東京都中央区に本社を置くITコンサルティングサービス企業でシステムインテグレーター（独立系）を子会社にもつ持株会社。

## 会社沿革
- 1966年（昭和41年）8月 - 株式会社コンピュータアプリケーションズ（CAC）設立。創業者は大久保茂。
- 1971年（昭和46年）3月 - 日本システムサービス株式会社（SSK）に35%出資、関連会社とする。
- 1973年（昭和48年）10月 - 株式会社システムユティリティ（SUC）を100%出資により設立。
- 1988年（昭和63年）12月 - 通産省の「システムインテグレーター認定企業」の認定を受ける。
- 1994年（平成6年）7月 - CACがSSK、SUCを吸収合併、株式会社シーエーシーに商号変更する。
- 1999年（平成11年）7月 - 株式を日本証券業協会の店頭登録銘柄として公開。
- 2000年（平成12年）10月 - 東証1部に上場。
- 2014年（平成26年）4月 - 持株会社体制に移行。会社分割により事業子会社の株式会社シーエーシーを新設するとともに、株式会社CAC Holdingsへ商号変更。

## 事業内容
- コンサルティング・サービス
- システム・インテグレーション
- システム開発サービス
- システム保守サービス
- システム運用管理サービス
- BPOサービス
- データセンター・サービス
- ヘルプデスク・サービス
- デスクトップ・サービス
- 情報処理サービス
- ソフトウェア／ハードウェアの販売

## 事業所所在地
株式会社シーエーシー
- 本社 東京都中央区日本橋箱崎町24番1号
- 江東事業所
- 大阪支社
- 肥後橋オフィス
- 長崎BPOセンター
- 長崎NBCオフィス

## 主な子会社
- 株式会社シーエーシー
- 株式会社CACオルビス
- 株式会社アークシステム
- 株式会社CACマルハニチロシステムズ
- 株式会社ハイテックシステムズ

上記以外にも、海外に子会社が5社ある。

## 国内関連会社
- シーイーエヌソリューションズ株式会社
- ユアサシステムソリューションズ株式会社